# Haardt (Siegen)
Haardt war eine von sieben Hüttensiedlungen Weidenaus und später Teil dieser Gemeinde im nördlichen Siegener Stadtgebiet im Kreis Siegen.
Die bis in das Jahr 1417 zurückreichende Haardter Hütte existierte bis zum Ausbruch der Weltwirtschaftskrise 1929. Zwischen 1711 und 1743 gab es ein evangelisches und ein katholisches Kirchspiel. 1883 wurde die heute noch bestehende evangelische Haardter Kirche erbaut. Zum 1. Dezember 1885 hatte Haardt 922 Einwohner. Durch „Allerhöchsten Erlaß“ des preußischen Königs (und deutschen Kaisers) Wilhelm II. wurde 1888 festgelegt, „daß die die Gemeinde Weidenau, im Kreis Siegen, bildenden Ortstheile Haardt, Fickenhütten, Schneppenkauten, Münkershütten, Müßnershütten, Meinhardt und Weidenau unter Wegfall der bisherigen Bezeichnung für die einzelnen Ortstheile fortan einheitlich den Namen ‚Weidenau‘ führen“ sollten.
Eisenerzgruben im Ort waren neben der bedeutenden Grube Neue Haardt die Gruben Nordstern, Haardt und Junge Haardt.